# Elektrolyt
Het begrip elektrolyt wordt op verschillende terreinen van wetenschap en techniek gebruikt met, tussen de verschillende vakgebieden, gerelateerde maar niet identieke betekenissen:
- in de elektrotechniek: het medium in accu's, batterijen of condensatoren.
- in de chemie: stoffen die bij het oplossen of smelten geheel of gedeeltelijk in ionen splitsen en daardoor de elektrische stroom geleiden.
- in de dierfysiologie: eenvoudige ionen die opgelost in het bloed of intracellulair weefsel voorkomen.

## Elektrotechniek
De elektrolyt is het medium dat de verbinding vormt tussen de twee polen (anode en kathode) van een elektrochemische energiedrager of cel (een batterij, elektrolytische condensator, brandstofcel, een elektrochemische cel of in een elektrolytische cel).

## Chemie
Elektrolyten zijn chemische verbindingen die in een oplossing of in gesmolten toestand geheel of gedeeltelijk in ionen gesplitst zijn, waardoor de oplossing of vloeistof elektrische stroom kan geleiden.
Er wordt onderscheid gemaakt tussen sterke en zwakke elektrolyten. Bij sterke elektrolyten wordt het deel dat opgelost is in water volledig gesplitst in ionen. Bij zwakke elektrolyten wordt het deel dat opgelost is in water slechts gedeeltelijk gesplitst in ionen. Dit heeft niets te maken met de oplosbaarheid. NaCl (keukenzout) is heel goed oplosbaar, AgCl niet. Bij beide is het gedeelte dat opgelost is wél volledig gesplitst in ionen. Ze zijn dus beiden sterke elektrolyten. Azijnzuur is een zwakke elektrolyt maar toch goed oplosbaar. Het opgeloste deel splitst niet verder in ionen.

## Fysiologie
In de dierfysiologie zijn elektrolyten kleine, meestal anorganische ionen, die zich opgelost in het bloedplasma, de extracellulaire vloeistof en het cytosol bevinden. Deze ionen ontstaan bij het oplossen van (anorganische en organische) zouten, basen en zuren.
In het menselijk lichaam zijn de belangrijkste elektrolyten: calcium (Ca2+), magnesium (Mg2+), natrium (Na+), kalium (K+), chloride (Cl−), waterstofcarbonaat (HCO3−) en fosfaat (PO43−). Deze elektrolyten spelen onder andere een rol bij de handhaving van de osmotische waarde en de zuurtegraad van het bloed.
- Waterstofcarbonaat is een sterke buffer in het bloedplasma.
- Bij zenuwcellen en spiercellen leidt verandering in verhouding tussen natrium, kalium en calcium tot activatie van de cel. Speciale kanalen die de elektrolyten de cel in- en uitlaten zijn hiervoor verantwoordelijk.
- Een tekort aan bepaalde elektrolyten (bijvoorbeeld magnesium of calcium) leidt tot een continue aanspanning van spieren: spierkramp. Ook de bloedstolling raakt ontregeld bij calciumtekort.

Elektrolyten worden standaard opgenomen uit de voeding, en hun concentraties in het bloed worden nauw gereguleerd door hormonen, zoals het anti-diuretisch hormoon en aldosteron. Dergelijke hormonen zorgen ervoor dat het lichaam ofwel water (bij een te lage concentratie  elektrolyten in het bloed), ofwel elektrolyten (bij te hoge concentratie) uitscheidt via de nieren in de urine. Bij ernstige verschuivingen in de elektrolytenbalans kunnen hartklachten of neurologische symptomen optreden.